# Calasetta
Calasetta est une commune d'environ 2 900 habitants, située dans la province du Sud-Sardaigne, dans la région Sardaigne, en Italie, sur l'île de Sant'Antioco.
C'est une station balnéaire et, à partir du port, une liaison est assurée par ferries avec Carloforte sur l'île voisine de San Pietro.

## Histoire
Calasetta a été fondée en 1770 à l'initiative du roi Charles-Emmanuel III de Sardaigne pour le réétablissement en Italie de Génois prisonniers en Tunisie. Il en reste le parler ligure et l'utilisation du couscous dans la gastronomie locale.  

## Administration
| Période                                  | Période  | Identité           | Étiquette | Qualité |
| ---------------------------------------- | -------- | ------------------ | --------- | ------- |
| 14 juin 2004                             | En cours | Remigio Scopelliti |           |         |
| Les données manquantes sont à compléter. |          |                    |           |         |

### Hameau
Cussorgia

### Communes limitrophes
Sant'Antioco

### Évolution démographique
Habitants recensés